# Michael Gerber
Michael Gerber, född 14 juni 1969, är en amerikansk författare som har skrivit böckerna om Barry Trotter vilka är parodier på Harry Potter-böckerna. Han har även skrivit en parodi på Narniaböckerna: The Chronicles of Blarnia: The Lyin' Bitch in the Wardrobe (2005).